# Epidryos micrantherus
Epidryos micrantherus är en gräsväxtart som först beskrevs av Bassett Maguire, och fick sitt nu gällande namn av Bassett Maguire. Epidryos micrantherus ingår i släktet Epidryos och familjen Rapateaceae. Inga underarter finns listade i Catalogue of Life.